# Szentgyörgyi István (tanár)
Szentgyörgyi István (Aszaló, 1736. november 15. – Sárospatak, 1799. október 1.) református lelkész és tanár.

## Élete
Tanulmányait Aszalón kezdte, az alsóbb iskolákat Sárospatakon végezte és 1752-ben Rimaszombatba ment tanulni. Innét az akadémiai tanfolyamra 1754. október 2-án Patakon iratkozott be és 1760 végén és 1761 elején a költészeti osztály köztanítója lett, 1763-ban pedig bölcseleti helyettes tanár és 1761-63-ban iskolai könyvtárnok volt. 1764-ben a nemesbikki (Borsod megye) egyház hívta meg papjának. 1767 nyarán sárospataki tanárnak jelölték ki; szeptember 17-én beiktatták hivatalába; székfoglaló beszédet mondott: De variis veterum philosophorum cosmogoniis. 1768. július 10-én a nagy tanterem ünnepélyes felavatásakor szintén ő tartott beszédet De scholis christianorum címmel. 1770. július 16-án lett nyilvános rendes tanár, amikor a bölcselet és görög nyelv tanszékén véglegesen megerősítették. 1796 júliusában elgyengülése miatt tanári hivataláról lemondott; azonban segéd hozzájárulása mellett még tovább tanított és csak 1797. május 24-én vett búcsút tanítványaitól. Meghalt 1799. október 1-jén Sárospatakon. Vályi Nagy Ferenc, a Homérosz fordítója tartott fölötte gyászbeszédet («Mennyei polgár... Kassa, 1800.»)

## Munkái
- Theologia naturalis in urum auditorum suorum edita. Posonii et Casoviae, 1784.
- Philosophia instrumentalis in usum tironum... Pestini, 1793.
- Prima artis poeticae elementa...: Posonii, 1797.
- Kisded magyar grammatika. Uo. 1797.
- Deák grammatika magyarúl. Uo. 1797. (Az utóbbi három tankönyv a sárospataki tanuló ifjuság számára iratott névtelenül).
- Logica multum mutata, et quoad facere licuit, aevo nostra accommodata. Uo. 1805.

Halotti beszédei Darvas Borbála, Patay József neje felett: «Temetési lakodalom» c. (1769) és Vay Ábrahámné felett. (Megjelenésükről nincs adat).
Levelei Kazinczy Ferenchez: Sárospatak, 1788. május 11., 1790. február 2., 1794. augusztus 8., 12. és az év vége felé. (Kazinczy Ferencz Levelezése I., II. k.).

### Kéziratban
De scholis christianorum; Erkölcsi philosophia; Máté és Lukács evangeliumának, továbbá szent Pál Róm. Ephes. Timotheushoz írt első és Thessalonikai leveleinek magyarázata sat.